# Анджела Саммерс
Андже́ла Са́ммерс (англ. Angela Summers; нар. 6 листопада 1964) — американська порноакторка та танцюристка стриптизу, членкиня Зали слави AVN.
Стартувала в порноіндустрії у 26 років. З 1990 по 2000 рік знялася в понад 100 фільмах. Також була танцюристкою стриптизу. 12 січня 2008 року була включена до Зали слави AVN.
1993 року з'явилася в серпневому номері журналу Hustler.
Епідемія СНІДу в порноіндустрії 1990-х років змусила її в 1994 році частково відмовитися від своєї діяльності. З тих пір вона знімалася тільки в лесбійських сценах, вважаючи їх безпечнішими. Остаточно пішла у відставку в 1999 році.

## Фільмографія
- Wild Goose Chase (1991)
- Dirty Talk to Me: Part 8 (1991)
- A Handful of Summers (1991)
- The Adventures of Seymore Butts (1992)
- Angela Summers: All of Me (1998)

## Нагороди
- 1992 XRCO Award — старлетка року
- 2008 — включена до Зали слави AVN